# Chojeniec-Kolonia
Chojeniec-Kolonia – wieś w Polsce, położona w województwie lubelskim, w powiecie chełmskim, w gminie Siedliszcze.
| SIMC    | Nazwa  | Rodzaj    |
| ------- | ------ | --------- |
| 0107525 | Bilsko | część wsi |

W latach 1975–1998 wieś administracyjnie należała do województwa chełmskiego.
Wieś jest sołectwem w gminie Siedliszcze. Według Narodowego Spisu Powszechnego (III 2011 r.) liczyła 116 mieszkańców i była dziewiętnastą co do wielkości miejscowością gminy.
Z dziejów wsi wiadomo że powstała  z części folwarku Chojeniec w 1920 roku.